# Giandomenico Paracciani

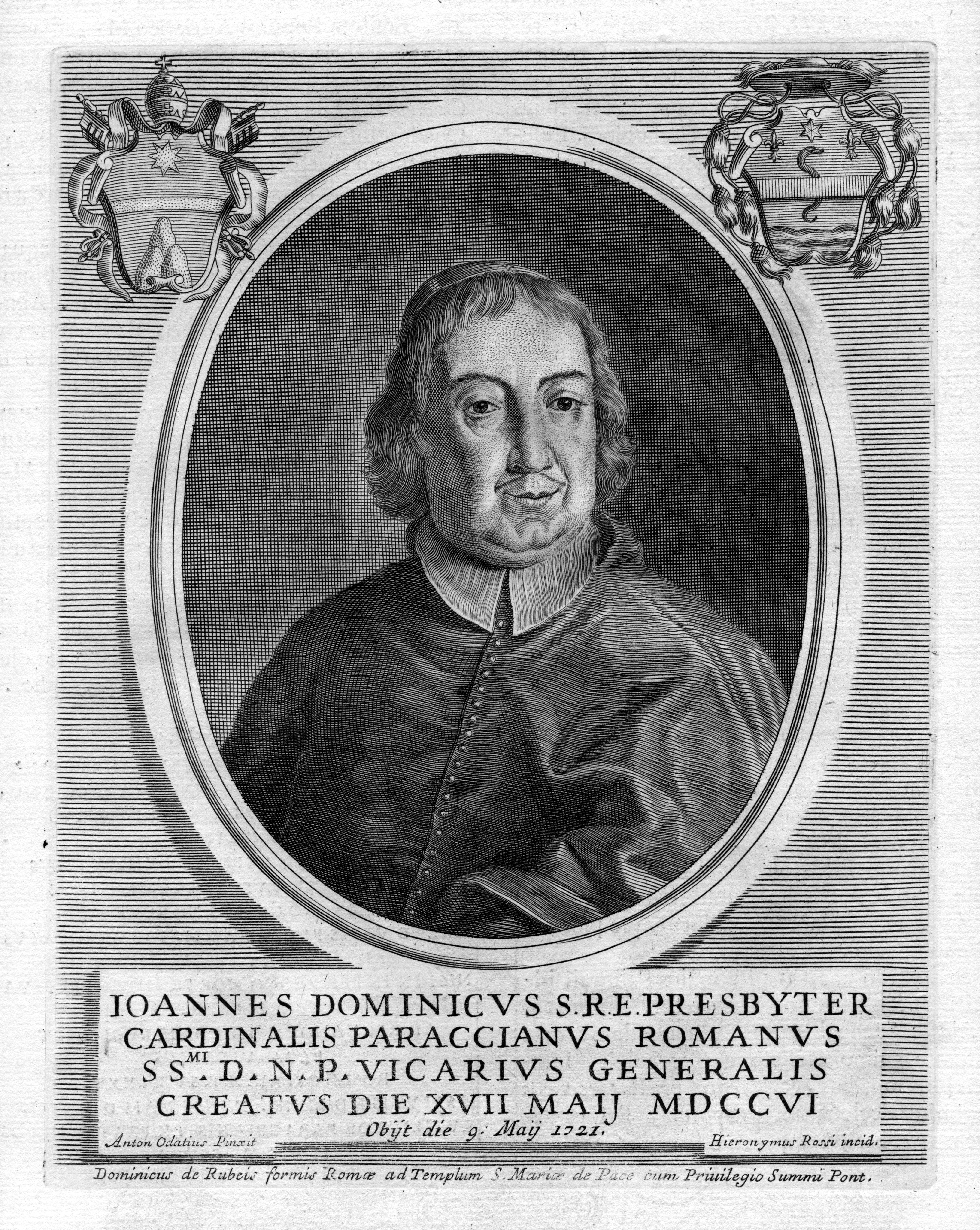
Giandomenico Paracciani

Giandomenico Paracciani (* 4. August 1646 in Rom; † 9. Mai 1721 ebenda) war ein italienischer Kardinal.

## Leben
Giandomenico Paracciani wurde 1646 in Rom geboren.
Am 17. Mai 1706 ernannte Papst Clemens XI. ihn zum Kardinal, am 25. Mai erhielt er den Kardinalshut und am 25. Juni 1706 wies der Papst ihm die Titelkirche Sant’Anastasia al Palatino zu. Am 28. Februar 1707 erhielt er die Dispens, um außerhalb der Quatembertage und ohne zeitliche Unterbrechungen das Diakonats und das Priesterweihe zu empfangen. Am 5. Januar 1708 wurde er zum Protektor des Ordens der Coelestinermönche, am 9. Juli 1708 des Collegio Maronita in Rom und am 18. September 1710 Ordens der Silvestrinermönche ernannt. Vom 30. Januar 1713 bis 17. Januar 1714 war er Camerlengo des Kardinalskollegiums.
Am 9. Juni 1714 ernannte der Papst ihn zum Bischof von Senigallia. Kardinalgroßpönitentiar Fabrizio Paolucci weihte ihn am 18. November 1714 zum Bischof. Mitkonsekratoren waren Giambattista Patrizi, vormaliger Apostolischer Nuntius in Neapel, und Niccolò Spinola, vormaliger Apostolischer Nuntius in Polen.
Im Mai 1717 wurde er zum Kardinalvikar ernannt. Am 7. November 1717 trat er das Amt an und 18. November 1717 darauf gab er sein Bistum ab. Ab 1717 war er Präfekt der Kongregation für die Bischöfe und Regularkanoniker.
Er nahm am Konklave 1721 teil, war jedoch krankheitsbedingt nicht an der Schlussabstimmung vom 8. Mai beteiligt, bei der Papst Innozenz XIII. gewählt wurde.
Am Tag darauf starb er. Er wurde in Rom in der Kirche San Rocco all’Augusteo in der Kapelle der Madonna im Familiengrab beigesetzt.